# ديف بولن
ديف بولن (بالإنجليزية: David Bolen)‏ هو عداء سريع ودبلوماسي أمريكي، ولد في 23 ديسمبر 1923 في هفلين في الولايات المتحدة.

## وصلات خارجية
- ديف بولن على موقع أوليمبيديا (الإنجليزية)